# Basarab Ier de Valachie
Pour les articles homonymes, voir Basarab.
Basarab Ier Întemeietorul (le Fondateur) est un prince de Valachie (vers 1310-1352) regardé comme le fondateur de cette principauté. Son nom s'est transmis à la dynastie des Basarab et à la Valachie, puis à la région des bouches du Danube cédée par la Valachie à la Moldavie en 1418 (et que les Turcs appelèrent Boudjak), pour finir, après 1812, par dénommer la moitié orientale de la Moldavie alors annexée par l'Empire russe, qui la garda jusqu'en 1917.

## Étymologie du nom
Selon l'historien byzantinologue Pierre Năsturel, le Besserem-Bem des chroniques turques pourrait être une déformation de Bessarion-Ban (« Ban » étant un titre hongrois de vassalité équivalent à « marche » et ayant donné le nom du Banat), mais selon la plupart des historiens roumains, tels Norman Manea ou Matei Cazacu, le nom a probablement une origine coumane, et signifie « Père Roi », dérivé de basar, "régner" et aba, « père ». Des étymologies fantaisistes circulent aussi : selon l'une, lancée par Bogdan Petriceicu Hasdeu et adoptée par les protochronistes roumains, « Basarab » dériverait  de ban accolé au mot dace saraba, « tête » (qui selon eux reste dans certaines régions roumaines comme saramb) : en effet, la forme Bessaraba apparaît parfois dans certaines sources.

## Biographie
Basarab le fondateur est fils et successeur de Tihomir (ou Togomer, Latin Thocomerius) voïvode du banat de Severin, un duché valaque vassal du royaume de Hongrie, s'étendant sur les régions actuelles du Banat et de l'Olténie, et dont la capitale était Severin, cité et port danubien, aux Portes de Fer. En vieux-slave Tihomir signifie  « paisible ».
Dans un acte du 24 juillet 1324, Basarab est reconnu par la chancellerie hongroise comme « notre voïvode transalpin et ban de Severin ». Il est donc, comme les autres bans et comme les voïvodes transylvains, un vassal du roi de Hongrie. En 1327 Basarab est cité comme « dévôt catholique » par le Pape Jean XXII ; la ville de Severin abritait alors à la fois une mission catholique subordonnée à l'archevêché de Calocea en Hongrie, et un exarchat orthodoxe subordonné au patriarcat de Constantinople. En 1328, Basarab mène une expédition contre les Tatars aux bouches du Danube dont il prend le contrôle, et favorise l'implantation des comptoirs génois de San-Giorgio, Caladda, Chilia et Licostomo (près de l'actuelle Periprava) sur le Danube, ce qui lui apporte de nouvelles ressources commerciales.

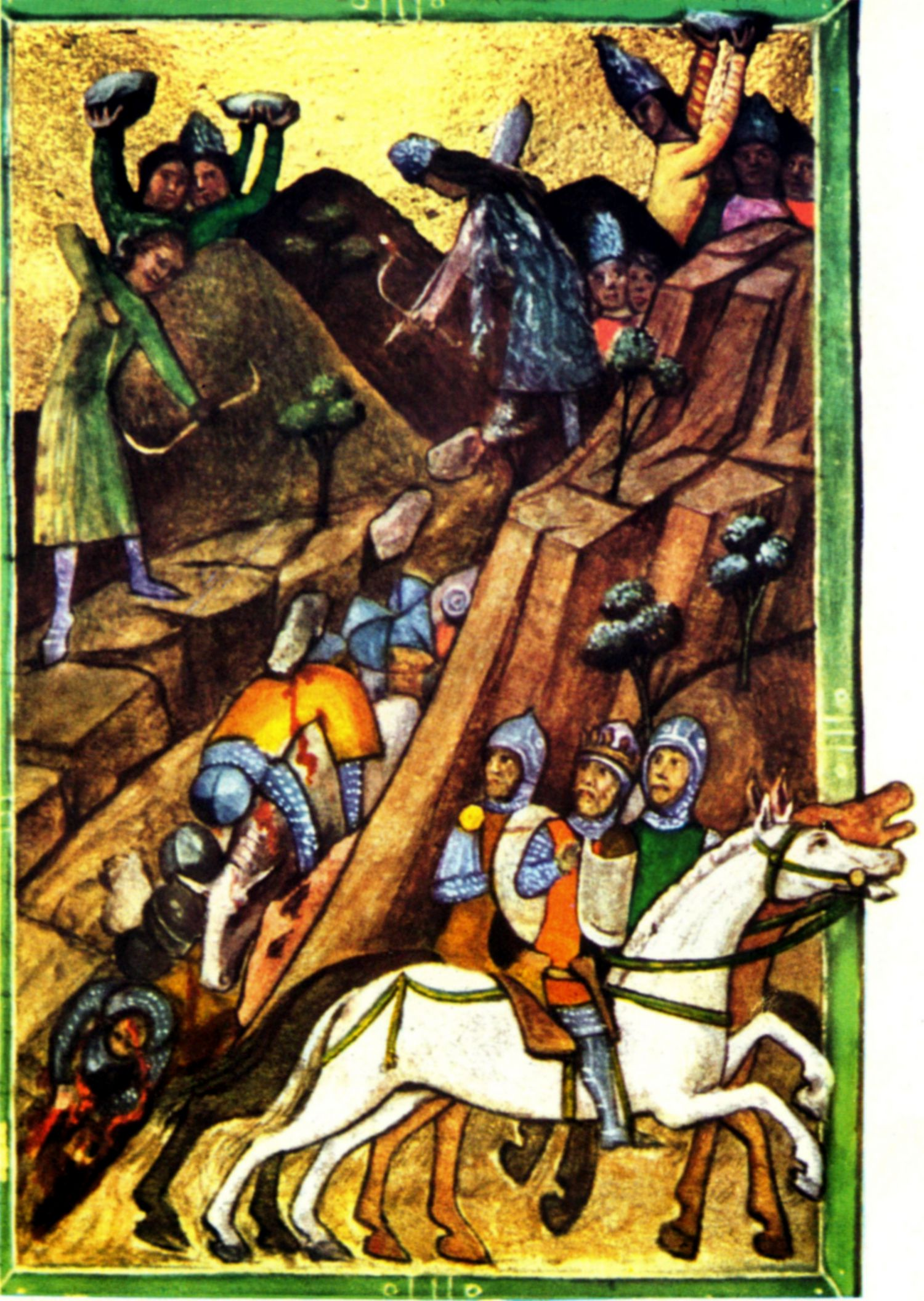
Bataille de Posada.

En 1330, Basarab et le roi de Hongrie Charles Robert d'Anjou entrent en conflit. Le 23 juillet 1330, un contingent de Valaques participe, sans l'assentiment du souverain hongrois semble-t-il, à la bataille de Kustendil, aux côtés du tsar Michel IV Chichman Ier de Bulgarie, qui est vaincu et tué par les forces serbes. En septembre 1330, Charles Robert entreprend en Valachie une expédition contre son vassal valaque devenu trop puissant, à qui il vient de reprendre le titre de ban de Severin. Entre le 9 et le 12 novembre 1330, Basarab bat l'armée de Charles Robert d'Anjou à la bataille de Posada. Un des plus précis témoignages de cette bataille est la Chronique enluminée de Vienne. Charles Robert, qui n'évite la capture et le versement d'une rançon qu'en fuyant déguisé en palefrenier, est alors obligé de reconnaître l'indépendance de la principauté de Valachie, ses possessions et les titres de Basarab (ban de Severin, souverain de l' « Hongro-Valachie » et maître des cités du Danube jusqu'à la grande mer).
Vers 1351, Basarab construit l'église orthodoxe de Câmpulung. Toutefois son nom est absent des obituaires orthodoxes et il n'a pas été enterré à Curtea de Argeș où une inscription devait probablement remplacer sa tombe absente. Étant catholique, sa sépulture se trouvait peut-être dans le couvent des Dominicains de Câmpulung, à moins qu'il n'ait péri sur un champ de bataille.
D'une épouse au nom inconnu pour nous, Basarab laisse au moins deux enfants répertoriés :
- Nicolae Alexandru.

- Théodora, épouse vers 1320 d'Ivan Alexandre de Bulgarie.